# Henry Rietz
Henry Rietz   (Gilmore, 24 d'agost de 1875 - Iowa City, 7 de desembre de 1943) va ser un matemàtic i estadístic estatunidenc.

## Vida i Obra
Rietz es va graduar en matemàtiques a la universitat Estatal d'Ohio el 1899 i el 1902 va obtenir el doctorat a la universitat Cornell amb una tesi sobre grups, dirigida per G.A. Miller. El curs següent va ser professor de la universitat Butler d'Indianapolis i el 1903 va ser contractat per la universitat d'Illinois, on va romandre fins al 1918. En aquest any va passar ser el cap del departament de matemàtiques de la universitat d'Iowa, en la qua va desenvolupar la resta de la seva carrera acadèmica fins a la seva jubilació el 1942.
A partir de 1909, Rietz va interessar-se per l'estadística i la ciència actuarial i va crear a Iowa un dels centres de recerca estadística més prominents dels Estats Units. Va publicar més de setanta articles, la majoria sobre temes estadístics, financers i actuarials, i una dotzena de llibres, la majoria llibres de text.
L'any 1935, juntament amb Harry Carver, va ser fundador del Institute of Mathematical Statistics, i en va ser el seu primer president.